# لیگ برتر والیبال زنان ایران ۱۳۹۴
لیگ برتر والیبال زنان ایران ۱۳۹۴ بالاترین سطح مسابقات باشگاهی والیبال زنان در ایران در سال ۱۳۹۴ بود.
در این دوره از بازی‌ها ۷ تیم شرکت داشتند. در پایان مسابقات در اسفندماه ۱۳۹۴، تیم گاز تهران با مربیگری سیما صدیقی به قهرمانی این دوره از لیگ رسید. از بازیکنان تیم قهرمان گاز تهران می‌توان به فرنوش شیخی، شبنم علیخانی، رشیدی، امینی، صافی، مهسا صابری و از بازیکنان تیم نایب قهرمان دانشگاه آزاد می‌توان به مائده برهانی، عابدیان، ابراهیمی، شکوفه صفری و زینب گیوه اشاره کرد. از بازیکنان تیم سوم ذوب‌آهن اصفهان می‌توان به مونا دریس محمودی اشاره کرد.

## رده‌بندی پایانی
| رتبه | تیم            | امتیاز | صعود و سقوط                                  |
| ---- | -------------- | ------ | -------------------------------------------- |
| ۱    | گاز تهران      | ۳۵     | صعود به رقابت‌های قهرمانی باشگاه‌های زنان آسیا |
| ۲    | دانشگاه آزاد   | ۲۹     |                                              |
| ۳    | ذوب‌آهن اصفهان  | ۲۵     |                                              |
| ۴    | برق شیراز      | ۱۹     |                                              |
| ۵    | سایپا تهران    | ۱۲     |                                              |
| ۶    | شهرداری ارومیه | ۶      |                                              |
| ۷    | شهرداری تبریز  | ۰      |                                              |